# Parastypiura
Parastypiura is een geslacht van vliesvleugeligen uit de familie bronswespen (Chalcididae). De wetenschappelijke naam van dit geslacht is voor het eerst geldig gepubliceerd in 1951 door Steffan.

## Soorten
Het geslacht Parastypiura omvat de volgende soorten:
- Parastypiura bouceki Steffan, 1973
- Parastypiura maculata Steffan, 1951
- Parastypiura pulchripennis (Ashmead, 1904)
- Parastypiura steffani Boucek, 1992